# Ulrich Sutter
Ulrich Sutter (1822 - 1882) was een Zwitsers politicus.
Ulrich Sutter was een partijloos politicus. Hij was lid van de Regeringsraad van het kanton Appenzell Ausserrhoden.
Ulrich Sutter was van 1871 tot 1873 Landammann (dat wil zeggen regeringsleider) van Appenzell Ausserrhoden.